# Державне агентство з розслідувань і захисту
Державне агентство з розслідувань і захисту (босн. Državna agencija za istrage i zaštitu), або SIPA (англ. State Investigation and Protection Agency) — загальнодержавне правоохоронне відомство Боснії і Герцеговини, засноване 2002 року з осідком у Східному Сараєві. Окрім головної резиденції у Східному Сараєві, має регіональні офіси у Бані-Луці, Мостарі та Тузлі. Перебуває під безпосереднім управлінням Міністерства безпеки Боснії і Герцеговини. Стало першим після підписання Дейтонської мирної угоди поліційним формуванням загальнодержавного рівня, чим створює важливу умову для зближення Боснії та Герцеговини з Європейським Союзом.

## Історія
Після війни в Боснії і Герцеговині та Дейтонської угоди першою організацією з дуже обмеженими правоохоронними повноваженнями стало Агентство інформації та захисту Боснії і Герцеговини, засноване у 2002 році відповідним законом, яким це безпекове відомство визначено як незалежна установа БіГ з таким колом обов'язків: збір і обробка даних, які становлять інтерес для виконання міжнародного та кримінального законодавства Боснії і Герцеговини, охорона дуже важливих осіб, дипломатично-консульських представництв і установ держави та дипломатичних місій, за наявності дуже обмежених поліційних повноважень і тільки у частині охорони.
З ухваленням Закону про державне агентство розслідувань і захисту у червні 2004 року Агентство інформації і захисту трансформувалося у Державне агентство розслідувань і захисту та дістало поліційні повноваження, і хоча тоді воно перейшло під управління Міністерства безпеки Боснії і Герцеговини, воно зберегло операційну незалежність. Це зробило агентство першою службою поліції, юрисдикція якої поширюється на всю територію Боснії і Герцеговини, незважаючи на внутрішні кордони і кантональні межі. Цей момент знаменує собою початок дійсного розвитку SIPA та зміцнення його оперативних можливостей.
Новим законом агентство визначено як операційно самостійний управлінський підрозділ Міністерства безпеки Боснії і Герцеговини. Ним значно розширено коло повноважень SIPA, до яких додалися такі види діяльності: запобігання, розкриття і розслідування карних злочинів, що підпадають під юрисдикцію Суду Боснії і Герцеговини, зокрема організованої злочинності, тероризму, воєнних злочинів, торгівлі людьми та інших злочинів проти людяності та захищених міжнародним правом цінностей, а також серйозних фінансових злочинів, фізичний і технічний захист осіб та об'єктів та охорона вразливих свідків і свідків, яким загрожує небезпека. Воно також є основним знаряддям стабільності та інструментом, що забезпечує безпеку населення Боснії і Герцеговини від загроз усередині держави.
Після ухвалення Закону про Дирекцію з координації органів поліції та агентств підтримки поліційної структури Боснії і Герцеговини у 2008 році, а також Закону про внесення змін і доповнень до Закону про Державне агентство розслідувань і захисту, з початку 2011 року завдання і діяльність щодо захисту осіб та об'єктів перейшли від SIPA до компетенції Дирекції з координації органів поліції Боснії та Герцеговини.
У березні 2025 року, у відповідь на обвинувальний вирок Милорадові Додику, винесений Судом Боснії і Герцеговини за зазіхання на конституційний порядок і виїзд за кордон на знак непокори, Національна скупщина Республіки Сербської ухвалила низку законів, які забороняють на території Республіки Сербської діяльність Суду Боснії і Герцеговини, прокуратури Боснії і Герцеговини, Державного агентства розслідувань і захисту (SIPA) та Вищої судової і прокурорської ради Боснії і Герцеговини. Проте в результаті апеляції, поданої членом Президії Боснії і Герцеговини Денисом Бечировичем, Конституційний суд Боснії і Герцеговини призупинив дію цієї низки ухвалених законів. Прокуратура Боснії і Герцеговини видала ордер на арешт проросійського ватажка боснійських сербів Милорада Додика та його помічників. і звернулася по допомогу до Державного агентства з розслідувань і захисту. Останнє спробувало заарештувати Додика, коли той під охороною важкоозброєних службовців поліції Республіки Сербської, прибув у Східне Сараєво. Правоохоронці Республіки Сербської, які супроводжували Додика, перешкодили його затриманню, пригрозивши застосувати силу у відповідь.

## Устрій
На момент створення в Агентстві інформації та захисту Боснії і Герцеговини працювало лише три співробітники. З часом, у міру розширення юрисдикції SIPA, зростала і потреба у більшій кількості службовців для роботи в агентстві на різних посадах. Нині SIPA налічує близько 850 співробітників, розподілених по 11 організаційних підрозділах.

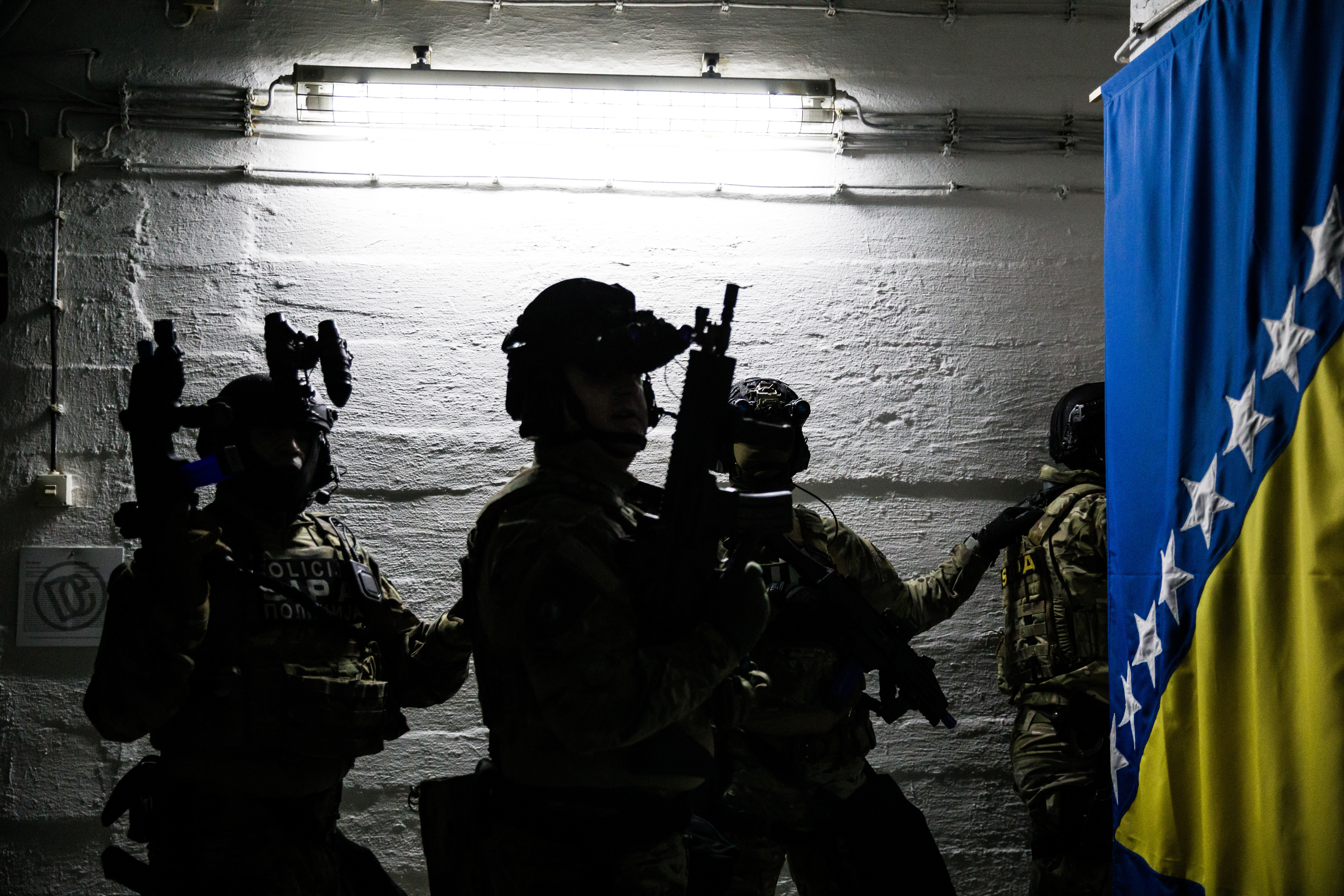
Антитерористична група SOF на навчаннях у Коніці, у бункері Тіто.

Агентство складається з 11 організаційних підрозділів, головного офісу і трьох регіональних осідків:
- Сектор планування, аналітики, співпраці та інформації
- Криміналістично-слідчий відділ
- Відділ внутрішнього контролю
- Сектор воєнних злочинів і кримінальних правопорушень, що караються згідно з міжнародним гуманітарним правом
- Відділ фінансової розвідки
- Підрозділ спеціальної підтримки
- Сектор адміністрування та внутрішньої підтримки
- Сектор матеріально-фінансових справ
- Підрозділ внутрішнього аудиту
- Відділ захисту свідків
- Сектор операційної підтримки
- Головне управління у Східному Сараєві
- Регіональне відділення у Бані-Луці
- Регіональне відділення у Мостарі
- Регіональне відділення в Тузлі

## Зброя і оснащення
Підрозділи SIPA, як і більшість антитерористичних підрозділів у світі, оснащені широким спектром спеціалізованої вогнепальної зброї, включаючи югославську «Заставу» M70 та інші варіанти калібру 7,62 мм, такі як АК-74 і АКС-74У, а також штурмові гвинтівки калібру 5,56 мм, як-от карабін M4A1.
Є також інша зброя різних калібрів, така як Heckler & Koch MP5, H&K G3, G36, різні гвинтівки (Scar-L CQC, автомат P90, снайперська гвинтівка Accuracy International Lapua Magnum) і пістолети, як-от CZ 99 і Glock 17, та нелетальна зброя, така як засоби боротьби з масовими заворушеннями, світлошумові гранати та різне спорядження, включаючи важкі бронежилети, засоби для проникнення та оптику нічного бачення.
SIPA нині має у своєму розпорядженні як військові, так і цивільні транспортні засоби, як-от Hummer, БРДМ-2, Iveco LMV, Toyota Land Cruiser, VW Golf, VW Transporter і Mercedes-Benz G-270, виготовлені спеціально для правоохоронних цілей.
Для операцій, що включають висадку з повітря, основними видами транспорту є три Jet Ranger, два Bell 212, один Мі-8, чотири SOKO Gazelle Gama та один UH-1H.

### Стрілецька зброя
| Модель                      | Зображення | Калібр           | Вид                    | Походження      | Подробиці                           |           |           |           |           |           |
| Пістолети                   | Пістолети  | Пістолети        | Пістолети              | Пістолети       | Пістолети                           | Пістолети | Пістолети | Пістолети | Пістолети | Пістолети |
| --------------------------- | ---------- | ---------------- | ---------------------- | --------------- | ----------------------------------- | --------- | --------- | --------- | --------- | --------- |
| Glock 17                    |            | 9×19 мм          | самозарядний пістолет  | Австрія         |                                     |           |           |           |           |           |
| Glock 19                    |            | 9×19 мм          | самозарядний пістолет  | Австрія         |                                     |           |           |           |           |           |
| Пістолети-кулемети          |            |                  |                        |                 |                                     |           |           |           |           |           |
| Uzi                         |            | 9×19 мм          | пістолет-кулемет       | Ізраїль         | Замінені на P90.                    |           |           |           |           |           |
| MP5                         |            | 9×19 мм          | пістолет-кулемет       | Німеччина       | Варіант MP5A3 з висувним прикладом. |           |           |           |           |           |
| FN P90                      |            | 5,7 × 28 мм      | пістолет-кулемет       | Бельгія         | У вжитку з 2014 року, замінили Uzi. |           |           |           |           |           |
| CZ Scorpion Evo 3           |            | 9×19 мм          | пістолет-кулемет       | Чехія           | Варіант A1 (з перевідником вогню).  |           |           |           |           |           |
| Гвинтівки та карабіни       |            |                  |                        |                 |                                     |           |           |           |           |           |
| M4A1                        |            | 5,56 × 45 мм     | карабін                | США             |                                     |           |           |           |           |           |
| FN SCAR-L                   |            | 5,56 × 45 мм     | автоматична гвинтівка  | Бельгія         | Варіант SCAR-L CQC.                 |           |           |           |           |           |
| Zastava M21                 |            | 5,56×45 мм НАТО  | автоматична гвинтівка  | Сербія          | Замінили «Заставу» M70.             |           |           |           |           |           |
| Zastava M70                 |            | 7,62×39 мм       | автоматична гвинтівка  | СФРЮ Сербія     | Замінені «Заставою» M21.            |           |           |           |           |           |
| Zastava M76                 |            | 7,92×57mm Mauser | марксменська гвинтівка | СФРЮ Сербія     |                                     |           |           |           |           |           |
| Accuracy International AXMC |            | .338 Lapua Mag   | снайперська гвинтівка  | Велика Британія | Придбані в 2014.                    |           |           |           |           |           |
| Steyr Elite                 |            | .308 Winchester  | з ковзним затвором     | Австрія         | Наступник «Скаута».                 |           |           |           |           |           |

### Засоби пересування
| Назва                 | Зображення | Походження      | Кількість | Примітки                          |
| --------------------- | ---------- | --------------- | --------- | --------------------------------- |
| Land Rover Discovery  |            | Велика Британія | Невідома  |                                   |
| Land Rover Defender   |            | Велика Британія | 20+       |                                   |
| Toyota Land Cruiser   |            | Японія          | Невідома  |                                   |
| Mercedes-Benz G-Class |            | Німеччина       | Невідома  | Варіанти G55 AMG і G270.          |
| VW Golf               |            | Німеччина       | Невідома  |                                   |
| VW Passat             |            | Німеччина       | Невідома  |                                   |
| VW Transporter (T6)   |            | Німеччина       | Невідома  |                                   |
| FORD E350             |            | США             | Невідома  | Броньовані машини, подаровані FBI |
| Peugeot 508           |            | Франція         | Невідома  |                                   |
| SsangYong Rexton      |            | Південна Корея  | Невідома  |                                   |
| Škoda Yeti            |            | Чехія           | Невідома  |                                   |
| Iveco LMV             |            | Італія          | Невідома  |                                   |
| БРДМ-2                |            | СРСР            | Невідома  |                                   |
| BOV                   |            | СФРЮ            | 7         |                                   |

### Літальні апарати
| Назва                | Зображення | Походження   | Кількість | Примітки                                   |
| -------------------- | ---------- | ------------ | --------- | ------------------------------------------ |
| Bell 206 JetRanger   |            | США          | 3         |                                            |
| Bell 212             |            | США          | 1         |                                            |
| Bell UH-1 Iroquois   |            | США          | 1         | Варіант UH-1H.                             |
| Мі-8                 |            | СРСР         | 1         |                                            |
| Aérospatiale Gazelle |            | Франція СФРЮ | 4         | Виготовлені на заводі «СОКО» за ліцензією. |

Агентство може використовувати вертольоти, які перебувають на службі Збройних сил Боснії і Герцеговини.

## Міжнародна допомога
Багато посольств, розташованих у Боснії і Герцеговині, та їхні уряди визнають важливість цього агентства, і тому роками підтримують роботу SIPA, даруючи матеріально-технічне та безпекове обладнання. Крім того, з допомогою присутніх у країні міжнародних чинників, співробітники агентства мають можливість поліпшувати і вдосконалювати свої знання і навички у найпрестижніших поліційних службах і академіях по всьому світу. SIPA також зобов'язана тісно співпрацювати з усіма розвідувальними та безпековими агентствами в Боснії і Герцеговині, а також з Поліцейською місією Європейського Союзу, Інтерполом і в рамках Міжнародної програми сприяння навчанню у сфері кримінальних розслідувань Міністерства юстиції США (англ. ICITAP).